# Rudolf Stahl
Rudolf Stahl (Darmstadt, 11 febbraio 1912 – Groß-Gerau, 7 giugno 1984) è stato un pallamanista tedesco.

## Palmarès

### Olimpiadi
- Oro a Berlino 1936 nella pallamano.